# Royal Charleroi Sporting Club
Royal Charleroi Sporting Club conhecido simplesmente como Charleroi ou Sporting de Charleroi é um clube de futebol da Bélgica, da cidade de Charleroi.

## Histórico de nomes
- 1904 - Charleroi Sporting Club
- 1929 - Royal Charleroi Sporting Club

## Elenco
Atualizado em 16 de janeiro de 2025.
- : Capitão
- : Lesão